# Lachtraining
Lachtraining ist eine ganzheitliche Methode, die bewusstes und gezieltes Lachen fördert, um das körperliche und emotionale Wohlbefinden zu verbessern. Diese Praxis umfasst verschiedene Techniken, die darauf abzielen, die natürlichen Vorteile des Lachens zu nutzen. Regelmäßiges Lachtraining kann zu einer verbesserten Stimmung, reduziertem Stress, einem gestärkten Immunsystem, niedrigeren Blutdruck, Schmerzlinderung und einer verbesserten Herzgesundheit führen.

## Geschichte und Hintergrund
Norman Cousins, ein amerikanischer Journalist und Autor, erkannte und förderte als einer der ersten die therapeutischen Vorteile des Lachens. In seinem Buch Anatomy of an Illness (1979) beschrieb er, wie er seine Genesung von einer schweren Krankheit durch positive Emotionen und Lachen unterstützte. Seine Erkenntnisse weckten das Interesse an den gesundheitlichen Vorteilen des Lachens und legten einen wichtigen Grundstein für spätere Entwicklungen im Bereich des Lachtrainings.
Madan Kataria, ein indischer Arzt, entwickelte Mitte der 1990er Jahre das Konzept des Lachyogas. Er gründete 1995 den ersten Lachclub in Mumbai und schuf eine systematische Methode, die bewusstes Lachen mit yogischen Atemübungen kombiniert. Katarias Arbeit führte zur Gründung von Tausenden von Lachclubs weltweit und brachte die Praxis des Lachtrainings in den Mainstream.

## Methoden und Techniken
Lachtraining umfasst verschiedene Übungen und Techniken, die das Lachen stimulieren und fördern. Zu den gängigsten Formen gehören:

### Lachyoga
Lachyoga kombiniert Lachen mit Yoga-Atemtechniken. Eine typische Sitzung beginnt mit Aufwärmübungen, Klatschen und rhythmischem Singen („Ho Ho, Ha Ha Ha“), gefolgt von komplexeren Lach- und Atemübungen sowie pantomimischen Aktivitäten, die das Lachen fördern. Die Sitzungen beinhalten oft Gruppenaktivitäten, bei denen Blickkontakt und spielerisches Verhalten das Lachen ansteckend machen. Lachyoga konzentriert sich auf systematische Übungen, um Lachen zu fördern, oft ohne humoristische Auslöser.

### Lachmeditation
Lachmeditation ist eine ruhigere Form des Lachtrainings, bei der die Teilnehmer in einer entspannten Umgebung sitzen oder liegen und sich auf das Lachen konzentrieren. Diese Methode betont das Loslassen und das natürliche Fließen des Lachens, oft gefolgt von einer Phase der Stille und Reflexion.

### Lach-Intervalltraining
Lach-Intervalltraining, auch bekannt als Laughter Intensity Training (LIT), ist eine spezialisierte Form des Lachtrainings. LIT kombiniert kurze, intensive Lachphasen mit Ruhepausen und zielt darauf ab, die Lachintensität zu steigern und längere Lachphasen zu fördern. Diese Methode kann überall durchgeführt werden und erfordert keine spezielle Ausrüstung. Die Vorteile umfassen die Anregung des Herz-Kreislauf-Systems, die Senkung des Blutdrucks, die Stärkung des Immunsystems und den Abbau von Stress.

### Therapeutischer Humor
Therapeutischer Humor wird in verschiedenen therapeutischen Kontexten eingesetzt, einschließlich der Psychotherapie und der körperlichen Rehabilitation. Er nutzt gezielt humorvolle Reize und Interventionen, um das psychische Wohlbefinden und die Heilungsprozesse zu unterstützen. Therapeutischer Humor wird als ergänzende Methode angewendet, um Symptome verschiedener medizinischer Zustände zu lindern, darunter Depressionen, Angstzustände und chronische Schmerzen.

## Wissenschaftliche Grundlagen
Die Ergebnisse der Gelotologie, der wissenschaftlichen Studie des Lachens, weisen darauf hin, dass Lachen positive gesundheitliche Effekte hat und das allgemeine Wohlbefinden fördert. Lachen kann den Stresshormonspiegel senken, die Durchblutung verbessern, die Schmerzschwelle erhöhen und das Immunsystem stärken. Psychologisch gesehen kann Lachen die Stimmung verbessern, Ängste lindern und das soziale Miteinander fördern. Eine systematische Überprüfung der wissenschaftlichen Literatur zeigt, dass Lachtherapie insbesondere bei der Reduzierung von Depressionen und Angstzuständen wirksam sein kann.

## Anwendungen und Vorteile
Lachtraining wird in verschiedenen Bereichen eingesetzt, darunter:

### Gesundheitswesen
In Krankenhäusern und Pflegeheimen wird Lachtraining genutzt, um die Genesung zu unterstützen und die Lebensqualität der Patienten zu verbessern. Es kann helfen, Schmerzen zu lindern, die Atemfunktion zu verbessern und das allgemeine Wohlbefinden zu steigern.

### Unternehmen
Einige Unternehmen nutzen Lachtraining, um das Arbeitsklima zu verbessern und den Teamgeist zu stärken. Es kann helfen, Stress am Arbeitsplatz zu reduzieren, die Kreativität zu fördern und die Kommunikation zwischen den Mitarbeitern zu verbessern.

### Bildung
In Schulen und Bildungseinrichtungen wird Lachtraining eingesetzt, um das Wohlbefinden der Schüler zu fördern, den Stress zu reduzieren und ein positives Lernumfeld zu schaffen.

## Kritik und Kontroversen
Obwohl viele die Vorteile des Lachtrainings loben, gibt es auch Kritiker, die die wissenschaftliche Basis hinter einigen der behaupteten Vorteile in Frage stellen. Es wird argumentiert, dass mehr qualitativ hochwertige Forschung erforderlich ist, um die langfristigen Auswirkungen des Lachtrainings besser zu verstehen.